# Troglohyphantes phragmitis
Troglohyphantes phragmitis este o specie de păianjeni din genul Troglohyphantes, familia Linyphiidae. A fost descrisă pentru prima dată de Simon, 1884.
Este endemică în Franța. Conform Catalogue of Life specia Troglohyphantes phragmitis nu are subspecii cunoscute.